# Северинское соглашение
Северинское соглашение — заключено между польскими органами верховной власти в Ливонии и рижской бюргерской оппозицией, подвело черту многолетнему ожесточённому противостоянию между первыми и вторыми, которое продолжалось с 1581 года (фактически с момента, когда польский король Стефан Баторий по совместному решению членов рижского магистрата получил ключи от Риги). Наиболее острым этапом борьбы между сословиями в Риге стали Календарные беспорядки.
Соглашение было заключено 26 августа 1589 года. Фактически Северинское соглашение было направлено на завершение Календарных беспорядков, в результате которых более пяти лет Рига была раздираема межконфессиональными противоречиями. Соглашения между рижскими бюргерами и патрициатом, преданным польскому королю, удалось достичь благодаря посреднической миссии, которую взял на себя польский сейм. Специально для осуществления этой миссии в Речи Посполитой была сформирована Особая комиссия при Польском сейме.
По заключённому договору были полностью восстановленные прежние привилегии рижского рата, утраченные в ходе бюргерского восстания. В частности, представителям городского патрициата было возвращено утерянное ранее право на осуществление политической власти. Что касается бюргерского сословия, то по Северинскому соглашению оно потеряло возможность политического влияния на ситуацию в Риге, а в особенности на уменьшение властного потенциала бюргеров повлияло решение о ликвидации их влияния на внешнюю политику Риги. При этом все жалобы, которые возникали у бюргеров, должны были подаваться не напрямую ратманам, а в специально созданную для этих целей комиссию, которая состояла из шести человек. В их обязанности входило реагировать на претензии бюргеров, минуя посредничество Рижского рата.
Что касается возможности отстаивания политических интересов бюргерского сословия, то они формально были ограничены лишь до определённого предела. По Северинскому соглашению был сформирован Особый комитет для решения общих гражданских вопросов, через который бюргеры могли осуществлять лобби в политической сфере. Комитет состоял из специально отобранных семидесяти человек: сорок человек представляли политические интересы рижской Большой гильдии, тридцать человек выступали от имени Малой гильдии. Также в Северинском соглашении были оговорены варианты решения конфликтных ситуаций в случае противоречий. Если рат и одна из гильдий были солидарны при принятии решения, то представителям от другой, несогласной гильдии, не оставалось ничего другого, кроме как поддержать позицию большинства. Такой подход не способствовал реализации идеи сплочённости бюргерского сословия в политической борьбе с членами рижского рата, а, наоборот, косвенно вносил раскол в ряды бюргерства. В случае же, если обе гильдии выказывали недовольство позицией рата по тому или иному вопросу, следовало прибегнуть к помощи специально созванного Третейского суда, который вовсе не гарантировал победу членов гильдий. Таким образом, возможность политического влияния бюргеров оказалась в большой степени поставленной в зависимость от окончательной позиции рата.
Северинское соглашение также легализовало фактическую узурпацию ратманами механизмов финансового управления городом. Тем не менее бюргерству предоставили возможность влиять на распределение доходов городской казны в тех отраслях, которые касались налоговых сборов. Крайне неприятным пунктом Северинского соглашения стало условие уничтожения печати Большой гильдии, что существенно повлияло на уменьшение её авторитета.
Таким образом, соглашение, которое подвело итоги длительному межсословному противоборству (а фактически: противоборству рижан-лютеран немецкой национальности и польских администраторов и патрициата, которые придерживались католического вероисповедания), способствовало перераспределению сфер влияния не в пользу первой стороны. В дальнейшем отдельные пункты Северинского соглашения продолжали действовать и после Альтмарскского польско-шведского перемирия, которое «легализовало» завоевание большей части Ливонии и Риги шведским королём Густавом II Адольфом, что постоянно создавало внутреннюю напряжённость в отношениях между бюргерами и ратманами.